# Meridiano 145 este
El meridiano 145 este de Greenwich es una línea de longitud que se extiende desde el Polo Norte atraviesa Océano Ártico, Asia, el Océano Pacífico, Australasia, el Océano Índico, el Océano Antártico y la Antártida hasta el Polo Sur.
El meridiano 145 este forma un gran círculo con el meridiano 35 oeste.

## De Polo a Polo
Comenzando en el Polo Norte y dirigiéndose hacia el Polo Sur, este meridiano atraviesa:
| Coordenadas                        | País, territorio o mar  | Notas |
| ---------------------------------- | ----------------------- | --- |
| 90°0′N 145°0′E / 90.000, 145.000   | Océano Ártico           | Mar de Siberia Oriental |
| 75°37′N 145°0′E / 75.617, 145.000  | Rusia                   | República de Sajá — Isla Kotelny, Islas de Nueva Siberia |
| 75°27′N 145°0′E / 75.450, 145.000  | Mar de Siberia Oriental | |
| 72°35′N 145°0′E / 72.583, 145.000  | Rusia                   | República de Sajá Óblast de Magadán — desde 62°14′N 145°0′E / 62.233, 145.000 Krai de Jabárovsk — desde 62°1′N 145°0′E / 62.017, 145.000 |
| 59°22′N 145°0′E / 59.367, 145.000  | Mar de Ojotsk           | Pasando al este de la Isla de Sajalín, Óblast de Sajalín, Rusia (en 48°39′N 144°45′E / 48.650, 144.750) |
| 44°4′N 145°0′E / 44.067, 145.000   | Japón                   | Isla de Hokkaidō |
| 42°59′N 145°0′E / 42.983, 145.000  | Océano Pacífico         | Pasando al este de la isla Farallón de Pájaros, Islas Marianas del Norte (en 20°32′N 144°54′E / 20.533, 144.900) Pasando al oeste de Isla Rota, Islas Marianas del Norte (en 14°7′N 145°7′E / 14.117, 145.117) Pasando al este de Guam (en 13°35′N 144°57′E / 13.583, 144.950) Pasando al oeste de las Islas Hermit, Papúa Nueva Guinea (en 1°33′S 145°1′E / -1.550, 145.017) y por el Mar de Bismarck |
| 4°3′S 145°0′E / -4.050, 145.000    | Papúa Nueva Guinea      | Isla de Manam |
| 4°7′S 145°0′E / -4.117, 145.000    | Océano Pacífico         | Mar de Bismarck |
| 4°19′S 145°0′E / -4.317, 145.000   | Papúa Nueva Guinea      | |
| 7°49′S 145°0′E / -7.817, 145.000   | Mar del Coral           | Pasando al este de la isla Howick, Queensland, Australia (en 14°30′S 144°59′E / -14.500, 144.983) |
| 14°45′S 145°0′E / -14.750, 145.000 | Australia               | Queensland Nueva Gales del Sur — desde 29°0′S 145°0′E / -29.000, 145.000 Victoria — desde 35°51′S 145°0′E / -35.850, 145.000, pasando a través de Melbourne (en 37°50′S 144°55′E / -37.833, 144.917) |
| 37°57′S 145°0′E / -37.950, 145.000 | Bahía Port Phillip      | |
| 38°16′S 145°0′E / -38.267, 145.000 | Australia               | Victoria — Península de Mornington |
| 38°29′S 145°0′E / -38.483, 145.000 | Estrecho de Bass        | Pasando al este de Isla Three Hummock, Tasmania, Australia (en 40°25′S 144°58′E / -40.417, 144.967) |
| 40°41′S 145°0′E / -40.683, 145.000 | Australia               | Tasmania — Robbins Island |
| 41°46′S 145°0′E / -41.767, 145.000 | Océano Índico           | Las autoridades Australianas consideran que esta zona forma parte del Océano Antártico[1][2] |
| 60°0′S 145°0′E / -60.000, 145.000  | Océano Antártico        | |
| 67°0′S 145°0′E / -67.000, 145.000  | Antártida               | Territorio Antártico Australiano, reclamado por Australia |